# Mai Tiến Dũng (chính khách)
Mai Tiến Dũng (sinh ngày 8 tháng 1 năm 1959) là chính trị gia người Việt Nam. Ông nguyên là Bộ trưởng, Chủ nhiệm Văn phòng Chính phủ Việt Nam. Trong Đảng Cộng sản Việt Nam, ông từng là Ủy viên Ban Chấp hành Trung ương Đảng khóa XI, XII, Ủy viên Ban Cán sự Đảng Chính phủ. Ông là chủ nhiệm văn phòng chính phủ đầu tiên bị công an bắt giam trong lịch sử Việt Nam.
Ngày 13 tháng 1 năm 2023, Ban Bí thư quyết định kỷ luật cảnh cáo đối với ông Dũng với cương vị Bộ trưởng, Chủ nhiệm Văn phòng Chính phủ đã thiếu trách nhiệm trong thực hiện nhiệm vụ tổ chức các chuyến bay đưa công dân về nước trong đại dịch COVID-19.
Ngày 4 tháng 5 năm 2024, ông bị Cơ quan Cảnh sát điều tra Bộ Công an khởi tố và bắt tạm giam về tội lợi dụng chức vụ quyền hạn trong khi thi hành công vụ trong vụ án đưa và nhận hối lộ, lợi dụng chức vụ quyền hạn trong khi thi hành công vụ xảy ra tại tỉnh Lâm Đồng.

## Thân thế
Mai Tiến Dũng sinh ngày 8 tháng 1 năm 1959 tại xã Văn Lý, huyện Lý Nhân, tỉnh Hà Nam.

## Giáo dục
- Chuyên môn nghiệp vụ: Đại học Ngoại thương, Đại học Luật
- Ông có học vị thạc sĩ kinh tế.[4]
- Học vị: Tiến sĩ kinh tế[5], Cử nhân luật
- Ngoại ngữ: Anh C

Ngày vào Đảng Cộng sản Việt Nam: 06/5/1980. Ngày chính thức: 06/5/1981

## Quá trình công tác
Từ 8/1974 – 8/1978: Học viên Trường thiếu sinh quân, Bộ Tổng tham mưu.
Từ 9/1978 – 8/1982: Học viên Trường cán bộ Ngoại thương Hà Nội.
Từ 9/1982 – 3/1989: Trưởng phòng kinh doanh, Công ty Xuất nhập khẩu huyện Lý Nhân, tỉnh Hà Nam Ninh.
Từ 4/1989 – 12/1994: Phó Giám đốc; Huyện ủy viên, Giám đốc Công ty Xuất nhập khẩu huyện Lý Nhân, tỉnh Hà Nam.
Từ 1/1995 – 6/1997: Huyện ủy viên, Phó Chánh Văn phòng Ủy ban nhân dân huyện Lý Nhân, tỉnh Hà Nam.
Từ 7/1997 – 6/1998: Chủ tịch Liên đoàn Lao động huyện Lý Nhân, tỉnh Hà Nam.
Từ 7/1998 – 9/2002: Trưởng phòng Ngoại vụ, Văn phòng Ủy ban nhân dân tỉnh Hà Nam.
Từ 10/2002 – 8/2006: Phó Chánh Văn phòng Hội đồng nhân dân - Ủy ban nhân dân tỉnh Hà Nam.
Từ 9/2006 – 11/2008: Tỉnh ủy viên, Chánh Văn phòng Tỉnh ủy Hà Nam.
Từ 12/2008 – 3/2009: Tỉnh ủy viên, Bí thư Huyện ủy Lý Nhân, tỉnh Hà Nam.
Từ 4/2009 – 7/2009: Tỉnh ủy viên, Bí thư Thành ủy Phủ Lý, tỉnh Hà Nam.
Từ 7/2009 – 9/2010: Ủy viên Ban Thường vụ Tỉnh ủy, Bí thư Thành ủy Phủ Lý, tỉnh Hà  Nam.
Từ 10/2010 – 12/2010: Phó Bí thư Tỉnh ủy, Chủ tịch UBND tỉnh Hà Nam.
Tại Đại hội Đại biểu toàn quốc lần thứ XI của Đảng được bầu làm Ủy viên Ban Chấp hành Trung ương Đảng Cộng sản Việt Nam khóa XI.
Từ 1/2011 – 11/2014: Ủy viên Trung ương Đảng, Phó Bí thư Tỉnh ủy, Chủ tịch Ủy ban nhân dân tỉnh Hà Nam.
Từ 13/11/2014 – 20/11/2014: Ủy viên Trung ương Đảng, Bí thư Tỉnh ủy Hà Nam.
Từ 20/11/2014 – 4/2016: Ủy viên Trung ương Đảng, Bí thư Tỉnh ủy, Chủ tịch Hội đồng nhân dân tỉnh Hà Nam.
Tại Đại hội Đại biểu toàn quốc lần thứ XII của Đảng được bầu vào Ban Chấp hành Trung ương Đảng Cộng sản Việt Nam khóa XII.
Ngày 09/4/2016: Tại kỳ họp thứ 11, Quốc hội khoá XIII, được Quốc hội phê chuẩn, Chủ tịch nước bổ nhiệm giữ chức Bộ trưởng, Chủ nhiệm Văn phòng Chính phủ.
Ngày 13/4/2016 được Ban Cán sự Đảng Chính phủ cử giữ chức Ủy viên Ban cán sự đảng Chính phủ, Chánh văn phòng Ban Cán sự đảng Chính phủ. Ông được đánh giá là người tiên phong trong công tác cải cách các thủ tục hành chính, thúc đẩy phát triển Chính phủ điện tử tại Việt Nam thông qua việc thiết lập Cổng dịch vụ công quốc gia, Trục Liên thông văn bản quốc gia, Hệ thống phục vụ họp và xử lý công việc của Chính phủ e-Cabinet. Ông cũng là người đầu tiên có tiếng nói mạnh mẽ trong việc thúc đẩy triển khai ký số văn bản điện tử.
Ngày 28/7/2016: Tại kỳ họp thứ nhất Quốc hội khóa XIV, được Quốc hội phê chuẩn, Chủ tịch nước bổ nhiệm giữ chức Bộ trưởng, Chủ nhiệm Văn phòng Chính phủ.
Ngày 7/4/2021, tại kỳ họp thứ 11, Quốc hội khóa XIV, được Quốc hội phê chuẩn, Chủ tịch nước miễn nhiệm chức danh Bộ trưởng, Chủ nhiệm Văn phòng Chính phủ nhiệm kỳ 2016–2021 theo đề nghị của Thủ tướng Phạm Minh Chính.

## Khen thưởng
- Huân chương Lao động hạng Ba
- Bằng khen của Thủ tướng Chính phủ
- Kỷ niệm chương "Vì Sự Nghiệp Ngoại Giao"

## Kỷ luật
Ngày 12/1/2023, tại kỳ họp thứ 25, Ủy ban Kiểm tra Trung ương cảnh cáo Ban Thường vụ Đảng ủy Văn phòng Chính phủ và đề nghị Ban Bí thư xem xét, kỷ luật ông Mai Tiến Dũng, nguyên Ủy viên Trung ương Đảng, nguyên Bí thư Đảng ủy, nguyên Bộ trưởng, Chủ nhiệm Văn phòng Chính phủ.
Ngày 13 tháng 3 năm 2023, Ban Bí thư Bộ Chính trị quyết định kỷ luật cảnh cáo đối với ông Dũng với cương vị Bộ trưởng, Chủ nhiệm Văn phòng Chính phủ đã thiếu trách nhiệm trong thực hiện nhiệm vụ tổ chức các chuyến bay đưa công dân về nước trong đại dịch COVID-19, để một số cán bộ Văn phòng Chính phủ tham mưu, đề xuất không đúng kết luận của Thủ tướng, nhận hối lộ, bị khởi tố, bắt tạm giam.
Ngày 4 tháng 5 năm 2024, Trung tướng Tô Ân Xô, người phát ngôn Bộ Công an, cho biết ông Dũng bị Cơ quan Cảnh sát điều tra Bộ Công an khởi tố, bắt tạm giam để điều tra về tội "Lợi dụng chức vụ quyền hạn trong khi thi hành công vụ". Quyết định tố tụng với ông Dũng được nhà chức trách thực thi hôm 30 tháng 4 năm 2024.
Ngày 16 tháng 5 năm 2024, tại Hội nghị lần thứ 9 Ban chấp hành Trung ương Đảng khoá XIII, ông Mai Tiến Dũng bị khai trừ ra khỏi Đảng. Ngày 2 tháng 11, Cơ quan Cảnh sát điều tra Bộ Công an thông báo truy tố ông Mai Tiến Dũng về tội nhận hối lộ của ông Nguyễn Cao Trí, Tổng Giám đốc Công ty Sài Gòn Đại Ninh.

## Câu nói
Đánh giá cuộc đối thoại của Chủ tịch Hà Nội Nguyễn Đức Chung với người dân Đồng Tâm là trách nhiệm, Bộ trưởng Mai Tiến Dũng cũng thông tin Hà Nội đã công bố quyết định thanh tra toàn bộ việc sử dụng, quản lý đất tại xã Đồng Tâm. Hà Nội cũng đã kiểm tra rà soát toàn bộ hoạt động tố tụng như khởi tố vụ án, bị can và bắt giam một số người tại xã Đồng Tâm. Bộ trưởng Mai Tiến Dũng đã nói:
| “               | Tinh thần minh bạch, khách quan. Nếu chúng ta sai, chúng ta nhận lỗi trước dân. Nếu dân sai thì dân phải chịu trách nhiệm trước pháp luật. | ” |
| — Mai Tiến Dũng | |   |